# Ujar
Ujar (russisch Уя́р) ist eine Kleinstadt in der sibirischen Region Krasnojarsk (Russland) mit 12.665 Einwohnern (Stand 14. Oktober 2010).

## Geographie
Die Stadt liegt etwa 130 km östlich der Regionshauptstadt Krasnojarsk am Flüsschen Ujarka im Flusssystem des Jenissei.
Die Stadt Ujar ist Verwaltungszentrum des gleichnamigen Rajons.

## Geschichte
Der Ort entstand in der Zeit der Anlegung des Sibirischen Traktes, nachdem hier 1760 ein Umsiedler aus dem damaligen Gouvernement Simbirsk eine erste Hütte errichtet hatte. Später wurde Ujar Poststation.
1897 wurde der ostsibirische Abschnitt der Transsibirischen Eisenbahn durch den Ort geführt, der 1899 auf seiner gesamten Länge in Betrieb ging (Krasnojarsk–Irkutsk). Die zunächst nach dem Fluss als Ujarskaja bezeichnete Bahnstation hieß bereits ab 1897 nach dem damals größeren, wenige Kilometer nördlich gelegenen Dorf Olgino und wurde 1906 erneut, nach einem Bahningenieur, in Kljukwennaja umbenannt.
Ab den 1920er Jahren entwickelte sich der Ort auf Grundlage in der Umgebung geförderter Rohstoffe zu einem regionalen Zentrum der Baumaterialienwirtschaft mit Ziegelfabrik, Werk für feuerfeste Werkstoffe, Fabrik für Glimmererzeugnisse. 1944 wurde das Stadtrecht unter dem heutigen Namen verliehen.
Die Bahnstation erhielt den Namen Ujar erst 1973, nachdem sie in den 1960er Jahren zu einem Knotenpunkt ausgebaut worden war.

### Bevölkerungsentwicklung
| Jahr | Einwohner |
| ---- | --------- |
| 1874 | 1.100     |
| 1939 | 15.347    |
| 1959 | 21.646    |
| 1970 | 20.581    |
| 1979 | 18.028    |
| 1989 | 17.040    |
| 2002 | 13.807    |
| 2010 | 12.665    |

Anmerkung: ab 1939 Volkszählungsdaten

## Kultur und Sehenswürdigkeiten
Im Dorf Olgino ist eine Holzkirche vom Beginn des 20. Jahrhunderts erhalten, in Ujar selbst verschiedene Bahnhofsgebäude, darunter der Wasserturm, aus der gleichen Zeit.

## Wirtschaft und Infrastruktur
Bedeutendster Wirtschaftszweig ist die Bauwirtschaft, u. a. mit einem Werk für Betonfertigerzeugnisse. Außerdem ist die Stadt Zentrum eines Landwirtschaftsgebietes mit verschiedenen Betrieben der Lebensmittelindustrie.
In Ujar befindet sich eine größere Station der Transsibirischen Eisenbahn (Streckenkilometer 4229 ab Moskau), von der hier eine 56 Kilometer lange Querverbindung zur parallel verlaufenden Südsibirischen Eisenbahn Abakan–Taischet (Station Sajanskaja) abzweigt.
Die Fernstraße M53 Nowosibirsk–Krasnojarsk-Irkutsk–Listwjanka umgeht die Stadt nördlich.